# Valeria de defectione militum
Valeria de defectione militum va ser una llei publicada pel dictador Marc Valeri Corv l'any 300 aC per la qual els soldats que s'havien amotinat durant la conquesta de Càpua quedaven eximits del càstig, a causa del fet que la revolta no havia produït cap efecte perjudicial, i el motiu havia estat la por al càstig.